# ファイアーエムブレム 蒼炎の軌跡
『ファイアーエムブレム 蒼炎の軌跡』（ファイアーエムブレム そうえんのきせき、Fire Emblem: Path of Radiance）は、インテリジェントシステムズが開発し、2005年4月20日に任天堂が発売したニンテンドー ゲームキューブ（GC）専用ゲームソフト。キャッチコピーは「守るべき者のため ただ戦う」。アメリカでは10月17日、ヨーロッパでは11月15日に発売。

## 概要
ファイアーエムブレムシリーズ第9作目として、日本ではファイアーエムブレム15周年の日でもある2005年4月20日に任天堂から発売された。日本以外では、北米・ヨーロッパおよびオーストラリア・ニュージーランドで2005年10月以降、順次発売されている（言語はいずれも英語。また、一部登場人物の名称が「ティアマト→Titania」「セネリオ→Soren」「ワユ→Mia」「ルキノ→Lucia」のように変更されている）。
シリーズ初のゲームキューブ作品で、『ファイアーエムブレム トラキア776』以来の据え置き型ハード作品である。ハードがゲームキューブということで1ギガバイトオーバーの大容量メディアの使用が可能となり、3Dグラフィック採用、要所でのプリレンダムービー使用、声優起用（ムービー中のみ）と技術的にシリーズ初物づくしの作品となった。
2007年2月に、Wiiで本作の3年後の世界を舞台とする続編『ファイアーエムブレム 暁の女神』が発売された。
キャラクターデザインはイラストレーターの北千里。メインシナリオはKen Yokoyama（『烈火の剣』のメインシナリオ担当）が手がけた。シリーズの他作品と比較して、セリフ回しや、シナリオの根底に二種族の対立と共存を置く点、家族の絆を強調する点など、本作のストーリーは『烈火の剣』と共通するところが多い。

## システム
基本システムについて
ゲームボーイアドバンス（以下GBA）版でおなじみの基本的なシステムを踏まえ、バイオリズムなどの新システムの導入や、新ユニットの導入によりGBA版とは違う作品に仕上がっている。魔法の分類や騎馬・飛行系ユニットの攻撃後の再移動、パラメータ上での力と魔力の区別、物理・魔法攻撃両方が使えるユニット、騎馬系の使える武器による職業の区別など、どちらかといえばGBA版よりも『聖戦の系譜』や『トラキア776』に近いシステムとなっている。
トライアルマップ以外での戦績評価システムは今作でも存在せず、闘技場や秘密の店、シルバーカード、外伝マップも登場しない。武器・アイテムは出撃前に購入するようになった（マップ上に店舗は存在しない）。しかも資金は有限であり、特効武器やキラー系武器などは店では一切入手できず、銀系武器もかなり終盤にならないと売らないなど、強力な武器の入手に大幅に制限が掛かった。
シリーズ初の3D作品であり、一部マップで高低差で攻撃に制限が掛かったり、弓や魔法などの飛び道具で壁の向こうの敵が攻撃できない、山頂からの落石攻撃など、3Dらしいマップもいくつか見られる。次回作も、3D作品でより本格的な3Dを生かした戦略を問うマップもある。
武器レベルについて
『烈火の剣』以降のGBA版同様、上級職ではSが上限であり、1つしかSにできないが、武器レベルSの補正がなくなった。
また、Sランクの武器が存在しないカテゴリーも多く（魔法などはデータ上は存在する）、Sランク武器自体も前作までの凶悪さはなくなった。このため、複数武器が使える上級職ユニットは、必ずしも希望する武器レベルがSにできなくてもデメリットは薄い。ただし、『暁の女神』へのデータ引き継ぎまで考えれば、パラディンの武器選択やレベルなどもちゃんと計画して育てる必要がある。
ほかにも、GBA版にはあった武器レベルの経験値のプログレスバーが廃止されてしまったため、マスクデータ（隠しステータス）となり、どのぐらいまで溜まっているのかを知るのが難しくなってしまった。
また、下級職の武器レベル上限がBへと弱体化された。魔法については後述する。
固定成長方式について
二周目以降、従来の乱数成長に加え、開始時に選択可能になるキャラクターの成長スタイル。これまでのような完全ランダムではなく、武器を使用した回数などに依存し、一定のレベルで（多少の誤差は出るが）必ず特定の能力が上がるようになる。
これの導入により、好みのキャラクターのレベルが上がったのに戦闘能力そのものがほとんど上昇せず、各マップの最初からやり直す、といったタイムロスが起きずに済むようになったうえ、ちゃんと計画すれば思いどおりの成長をさせることが可能となる。
バイオリズムについて
ステータス画面のバイオリズムのグラフで水平線より上であれば命中と回避に補正が、下であれば低下する。効果は各種スキルにも依存する。
「体当たり」について
ほかのユニットに「体当たり」し、1マス移動させる行動。騎乗ユニット以外が使用可能。自身の「重量」+2以下のユニットに使用可能。対象は、敵・味方・中立・同盟を問わない。体当たりで動かす先にユニットがいたり、移動不能地形だったりする場合は選択できない。
本作の騎乗ユニットは「救出」できないため、行動済みとなった待機位置に問題がある場合は、これで動かすしかない。
スキル「ぶちかまし」があれば、2マス弾き飛ばすことが可能。
スキルシステムについて
GBA版ではわずかしかなかったスキルが完全に復活、上級職のみ利用可能で各職業ごとに設定されている「上位スキル」といえる「奥義」も加えられた。スキルは初期装備のもの以外にも、「スキルの書」の使用によって各キャラクターごとの「キャパシティ」分まで修得できる。詳細は後述。
ただし、『聖戦の系譜』ほどには一つ一つのスキルが強力に設定されていないため、あればもちろん有利ではあるが、なければ戦えないということは全くない。
難易度について
最初から、「ノーマル」・「ハード」・「マニアック」の選択が可能。
「ノーマル」は事実上の「やさしい」であるため、敵の能力が低く、数が少なく、さらに策敵マップがない、特定の強力なボスが出現しないなど、初心者向けのものとなっている。トライアルマップの隠しキャラクターを出すために手っ取り早く周回を重ねたいといった場合は時間もかからないノーマルモードを選ぶメリットはあるが、敵が弱い、少ないなどでクリアまでにエースユニットが複数上級職レベル20に達し切らないため、『暁の女神』への引き継ぎを考える場合は、高難易度を選択したほうがユニットの育成はしやすいといえる。
「ハード」は伝統的な従来のまったく初心者向けではないがそこまでは難しくはないといった難易度であり、索敵マップや一部のボスキャラクターなどはちゃんと存在する、シリーズのある程度の経験者向けのものとなっている。さすがに全員を最大レベルにするのはきついが、そこそこ育成もできるため、主力ユニットのみの引き継ぎ、トライアルマップ用データ作成を考えれば妥当な難易度である。
一方、「マニアック」は敵の一般兵の数がとにかく多いうえ、性能の良い武器を持っているという設定にされているため、やり応えはあるもののプレイ時間も長くなりがちであり、クリアまでに相当の時間を要する。マニアックモードでは全員上級職レベル20にすることも十分可能である。このモードは西部版ではイージーモードに置き換えられました。
体格システムについて
『トラキア776』およびGBAシリーズでは、「体格」の大きさが重い武器を扱ううえで重要な値とされていたが、本作では「力」がその役目を負ったため、「体格」はほぼ設定的役割に留まることとなった。とくに、体格が固定パラメータだったGBA版に比べ、体格が低くても力さえあれば重い武器を扱える反面、魔法系ユニットなどの力が低すぎるユニットは、軽い武器ですら攻速落ちしてしまうというデメリットがある。
GBA：攻撃速度=速さ-（武器の重さ-体格）
蒼炎:攻撃速度=速さ-（武器の重さ-力）:両者とも、括弧内が負の数値のときは0として計算
これにともない、救出に必要な値が体格から重量へと変更されており、救出するユニットは自分の重量の-2以下の重量が必要である。また、騎乗ユニットはSFC版と違い下馬もできず、馬の体格が+20され、たとえ重量が上回っていても救出することが不可能になった。
武器練成システム
武器の性能を改造するシステム。各マップごとに1つずつ、剣・槍・斧・弓・魔道書の、威力・命中率・クリティカル補正・重さ、を調整(整数分増減)することができる。名称（漢字も含め）と魔法以外の武器は、見た目の色も変更可能（戦闘アニメをオンにすると確認できる）。漢字は音読みで50音の頭文字から選択する。ただし、結構な金額を必要とする。練成する武器は作る段階で新たに購入し、ストーリーが進むにつれ多くの武器が選択できるようになっていくが、それでも一部武器は選択できない。
なお、細身系の武器やサンダーのようにデフォルトで必殺率がある武器の必殺率を0に下げると、必殺率が255になり、必ず必殺を出せるというバグが存在する。このバグは西部版では修正されました。
拠点と進撃準備
進撃準備が改善され二段階になり、拠点と従来の出撃メンバーの選択や配置変更等を行う進撃準備に分けられるようになった。拠点ではアイテム売買、支援会話、スキル着脱、武器錬成などのほか、攻略上のヒントやアイテムがもらえる拠点会話機能が搭載された。拠点会話では星の数によって重要性が判別でき、最大の星3つではアイテムが貰えたりする。拠点を出ると、従来の進撃準備に行ける。ここからまた拠点へと戻れるものの、拠点会話などは行えなくなる。セーブはどちらでも可能。スキルについて後述する。
拠点育成システム
各章の出撃前に、マップごとに獲得した経験値を分配することが可能なシステム。基本的にある条件を満たしたり（たとえば、指定された敵を倒さないなど）、少ないターン数でクリアするほど多くの経験値がもらえ、それを出撃前に各キャラクターに分配することが可能である。
この経験値は下級職・低レベルな程消費量が少なく、上級職の10代後半では経験値を1上げるのに4必要といったふうに必要経験値が増える。消費経験値はあくまでレベルごとの設定で、小数点以下は繰り上がるまでゼロとされるため（経験値30丁度で2必要だから29から30に上げるときに2消費するというわけではない）、たとえば3上げるごとに2消費といった場合、2ずつ上げていけば1ずつの消費のみで済ませることが可能である。一気にレベルが上昇するまで必要な経験値を与えることも可能である（もちろん、それだけの必要なポイントは存在することが前提条件だが）。
戦績評価がトライアルマップ以外で廃止になったため、少ないターンでクリアする新たなメリットとなっている。レベルが上がるギリギリまで経験値を稼いでマップをクリアし、この拠点育成で思いどおりの成長をするまでリセットしてやり直すこともできるが、続編の『暁の女神』では拠点育成でのレベルアップ時に一度に上昇する能力の数に制限がかかった。
「重量」について
その名のとおり、各ユニットの重さ。「ベオク」の場合、基本的には「体格」=「重量」。これに、クラスごとに固定された数値が追加される。皮鎧を装備しているクラスなら+1、フルプレートを装備しているユニットなら+4、馬に乗っている場合は馬の重みが加算され+20といった具合。
「ラグズ」は体の組成（密度）が「ベオク」と異なるため、数値が大きく異なる。「獣牙族」「竜鱗族」は「体格」より数値が大きく、「鳥翼族」は軽め。また、化身すると体格や重量も上がる。
3すくみのバランスについて
『トラキア776』以降、それまで不遇な扱いを受けていた「斧使い」の救済措置が行われ、それまでのいびつともいえたゲームバランスが改善されてきたが、本作もそれに漏れず、斧を扱うユニットは優遇されている。
本作では難易度にもよるが全体的に槍を装備した敵ユニットが多いうえに「守備」値が高く、さらには剣士系ユニットの「力」値が低めなこともあって、剣士が剣で2回攻撃するより斧戦士が斧で1回攻撃した方が大きなダメージを与えられることが多い。命中率の計算式の変更により全体的に命中率が高くなり斧でも攻撃が当てやすくなったほか、さらには3すくみを反転する「バスター」系のような武器が廃止され、前作までにあった必殺補正が廃止されたこともあり、むしろ剣士系ユニットが冷遇されているといえる。3すくみでの命中率補正は、10%に弱体化された。
支援会話について
GBA版では戦闘マップ上で隣接することによって信頼度を高め支援会話を発生させていたが、戦闘中に呑気に会話をしているのは不自然との声もあった（特に恋愛関係）。本作では共に出撃したマップ数ごとに信頼度を加算（何ターン隣接しようと変化なし）、会話そのものも出撃前に行われることとなった。
クリア特典について
クリア後のおまけには、トライアルマップ、ムービー一覧、イラスト一覧、サウンドテストがある。高難易度モードをクリアしたり、複数回クリアしたりすると、トライアルマップで使用可能なキャラクターやマップが増える。全ての隠しマップとキャラクターを出すためには、マニアックモードを最低1回、累計15周もクリアする必要性がある。しかし、『烈火の剣』、『聖魔の光石』であった「支援会話一覧」は削除された（ただし、『暁の女神』でデータを引き継げば見ることは可能である）。
なお、イラスト一覧では、GBAシリーズのソフトを接続することにより、過去三作の公式イラストも表示されるようになる。イラストは収集制で一度見たキャラクターでないと記録されないが、サウンドルームは出してしまえばすべて視聴可能である。
クラスチェンジについて
ほかのシリーズと違い、下級職レベル20に達しても経験値が入り、そのままレベルを上げるとレベル21になる代わりにクラスチェンジするようになり、アイテムがなくともクラスチェンジが行えるようになった。また、レベル10以上で従来のようなクラスチェンジをすることも可能である（必要なアイテムは全ユニット一律）。イベントでクラスチェンジする一部ユニットは含まれない。なお、一部ユニットとラグズはクラスチェンジできない。
「盗む」について
GBA版ではアイテムしか盗むことができなかったが、条件を満たせば武器も盗むことが可能となった。ただし、『トラキア776』と違い無制限に何でも盗めるわけではなく、武器を盗む場合は相手が装備しておらず、自分（盗む盗賊）の力が武器の重量より1以上上回っており、かつ速さが相手より1以上高いという2つの条件を満たす必要がある。盗むキャラクターのアイテム欄（武器を盗むなら武器欄）に一つ以上空きもなくてはならない。
このため、2つ以上の武器を持っている敵からは、力と速さの条件さえ満たしていればほぼ確実に何かしらの武器を盗むことが可能である。また、杖には重さが存在しないうえに装備することができないので、速ささえ上回っていれば、事実上無制限に盗むことが可能となっている。『暁の女神』では杖も装備可能となり、無制限に盗めなくなっている（ただし、上級職で魔法も使える場合装備していないので盗めてしまう）。
さらに、『烈火の剣』・『聖魔の光石』と違い、アサシンになっても盗む能力が維持されるため、速さ20以上の敵からも武器やアイテムが盗めるようになった。
「ラグズ」について
新たに追加された種族で、設定の詳細は後述。ラグズは化身していないと攻撃できず、化身するためには化身ゲージが一定を超える必要性がある。化身ゲージはターン経過、攻撃されることによって上昇し、化身後は戦闘に参加、およびターン経過によって減少し、ゼロに達すると化身が解ける。ベオクのように武器を使わないため、壊れることはない（後述のバグで万一味方ラグズの武器が壊れれば、リセットしないと二度と戦えなくなる）。また、ベオクのように武器を外すことができないため、化身中は囮として運用するのが難しい。
常に変身しつづけるが戦闘能力が下がるアイテム、回数制限はあるが使えばすぐに化身できるという、『紋章の謎』のマムクートの竜石に近いようなアイテムも存在する。一部王族ラグズは、常に化身し続けても能力が劣化しないアイテムを装備することも可能である。
「魔法」について
魔法は『聖戦の系譜』、『トラキア776』のようなシステムになり、GBA版の理魔法は炎、雷、風3種類の3すくみのある形式に戻り、闇魔法は廃止された。これらの魔法は何かのラグズに対して特攻を持つ。風魔法は飛行系全般に特攻を有する。これにともない、光魔法は弓と同じく3すくみの影響を受けなくなった。
魔道士とその上級職である賢者については、『聖戦の系譜』と異なり、また『トラキア776』と同様、使える魔法でクラス分けされておらず、下級職のときから炎、風、雷の3種の魔法を全て使えるため、武器レベルを絞って強化しないと終盤にSやAレベルに到達するのが難しい。なお、賢者の杖の武器レベル上限はBであるため、高い魔力を生かして武器レベルAのリザーブをするようなことは不可能になってしまったものの、GBA版のように杖を使いすぎて、意図せずSになってしまうようなこともなくなった。光魔法が使用可能な司祭に関しては、武器レベルは武器・杖共通となったため、GBAシリーズの杖使いからクラスチェンジする司祭のように、武器レベル上げで困ることはない。
魔法はさまざまなバランス調整により弱体化しており、従来のように回避力の高い魔法使いユニットによるいわゆる無双プレイは難しくなった。風魔法の威力は相当抑えられており、特効があったとしても、ほかの通常魔法のほうが強力なことすらある。
「軽器」について
盗賊系ユニットの使用武器が、剣から軽器へと変更された。また、賢者も装備可能であり、下級職からクラスチェンジするユニットについては、クラスチェンジ時に杖か軽器装備かを選べるようになった。上級職加入の賢者は全員軽器装備である。
防御が低く魔防が高い魔道士同士の戦いにおいては、物理攻撃武器である軽器を使用したほうが基本的に有利であるが、攻撃力は力依存なため、力がある程度ないと使いこなすのが難しい。また、装備に関しては職業ごとの兵種スキル扱いであり、武器レベルは存在しないため、いきなり強力な武器を装備することも可能である（もちろん、強力な武器の入手は終盤になってからでないと不可能であるが）。
輸送隊やリストのカテゴリ別では剣に分別されるが、武器の3すくみの影響は受けない。
その他システムについて
- 杖と遠距離魔法の戦闘アニメが廃止され、アニメオンにしてもマップアニメになるようになった。
- シリーズで唯一、戦闘アニメをオンにしても、命中率・攻撃力・必殺率などが一切表示されず、HPと使用武器しか分からない。ただし、味方が攻撃する際の戦闘データはちゃんと表示される。以降の作品ではちゃんと復活している。
- アニメオン時のカメラを固定かそうでないかを選べる。固定ならば従来の2Dのシリーズのように横から見た戦闘アニメであり、固定でなければアクションごとに視点が動くダイナミックなカメラワークとなっている。また、マップのマスの境界線のグリッドを描くことができ、濃さを自由に設定できる。マップのカメラは正面、左右の3アングルCスティックで選べる。
- アニメをオフにしてもGBA版のような体当たりではなくSFC版のようにマップ上でも武器で直接戦うが、初の3D作品ということもあり、GBA版のようなスピード感がなくなり特にマニアックモードなどの敵が多い一部マップでアニメをマップにしてもプレイ時間が掛かるという本末転倒な状態だが、これは次回作以降で大幅に改善されていった。
- マップの音楽が敵味方のターンで変化しなくなった。その代わり、それぞれのターン開始時に短いテーマ曲が流れる。ゲームが進むと従来の作品のようにマップBGMは変化するが、従来のように敵が少なくなると変化するBGMも本作では敵を全滅させても変化しないこともある。
- マップクリア後、次の章での戦闘が始まるまえに、前の章での戦績など（収入額、支出額、所持金、獲得経験値、功労者、仲間になったキャラクター、死亡・戦闘不能キャラクター）が表示されるようになった。経験値については、マップでの獲得経験値のほか、ボーナスEXの獲得・使用の内訳もわかる。ボーナスEXPの内訳は、設定でオンオフが切り替えられる。
- 敵の攻撃範囲を表示させたままにできるようになった。ただし、ボスなどの動かない敵の攻撃範囲も動くものとして計算されているが後の作品では改善された。なお、GBA版と違い、杖の射程範囲は表示されなくなってしまったため、敵のスリープなどの遠距離杖の射程は自力で計算しなければならない。また、索敵マップでは、可視範囲内のみ表示したままにできる（味方キャラクターの移動等によって表示した敵が可視範囲外になってしまった場合は、消滅する）。
- 『紋章の謎』、『聖戦の系譜』同様、盗賊の鍵が廃止された。ただし、フォルカが鍵開けをする場合は金がかかる（サザは無料）。
- 扉の場合は鍵や盗賊を使わなくても、壊れる壁のように武器で破壊できるようになった。扉のHPはマップなどによって異なる。
- また、武器を持っていても装備から外すことが可能となったため、ユニットを囮として利用したい場合でも武器を他者に預ける必要性がなくなった。しかし、装備を外したキャラクターとアイテムを交換した場合、外したキャラクターが装備可能な武器を1つでも持っていれば強制装備されてしまう。
- さらに、武器の特効が従来の3倍から2倍に弱体化された。
- ほかにもシリーズではじめて、毒の武器を味方が盗んで使用できるようになった（『トラキア776』では盗むと毒が消え、GBAシリーズでは敵専用なため）。
- 2周目以降では、装備すると成長率が変化するアイテムを味方キャラが持参して参戦し、無条件で入手できる。固定成長制でも有効で、装備したまま戦闘を重ねると成長率が変化する。『トラキア776』の「聖戦士の書」と違い、複数同時に装備はできないものの、使い回しは可能である。不要なら破棄したり売却することも可能。
- 最大パラメータが幸運のみ全キャラクター共通最大40、HPは下級職が40、上級職が60、ラグズはそれ以上、ほかのステータスは10から30台までクラスごとに固有の値になった。このため、戦士系ユニットなどは下級職でHPが頭打ちになってしまうデメリットがある。
- 地形効果が大幅に弱体化され、森や山などの高い回避補正が掛かる地形が廃止・弱体化された。砦のような回復力のある地形も減少し支援効果なども一部を除き弱体化されており、直近の作品と比べ、地の利を生かして回避重視で敵の攻撃が当たらないというプレイが難しくなり、シリーズ中でも回避と防御のバランスがとれているが、それでも一部に回避が非常に高くなる支援も存在する。
- 輸送隊の上限値が200に増加した。
- GBA版では999ターンまでしかカウントされなかったが、今作では1000ターンを超えて累計ターンがカウントされる。
- エンディングでの戦績は敗戦数や総戦闘数はカウントされず、勝利回数のみ表示されランク付けされるようになった。
- 射程3以上の弓がアーチャー、スナイパー専用となった。
- 耐久があと1回の武器で攻撃するときに攻速上2回攻撃できる場合、GBA版と異なりx2と表示されるようになった。GBA版では耐久が1で2回攻撃可能なとき1回目にミスしても2回攻撃可能であればちゃんと2回目を攻撃できていたが、本作では逆に1回目でヒットして壊れた場合、2回攻撃はできない。
- 敵が落とすアイテムの耐久値が保存されるようになった。つまり、敵がその武器を使ったりして耐久が下がれば、その分手に入るはずの武器の耐久値も下がっている（GBA版では耐久値は回復していた）。
- GBA版に比べ、AIが賢くなった。たとえば、HPが減れば仲間から傷薬を貰って回復するなどするようになったが、それでも救出や体当たりなどはしてこない。
- 索敵マップでは、可視範囲内にいる敵総数のみが表示されるようになった。また、盗賊の視界は従来の通常ユニット+5マスから+2マスに弱体化し、視界確保に関する盗賊の優位性は薄れた。トーチの杖も選択難易度によっては入手不可能で、索敵が難しくなっている。
- 救出中のキャラクターとアイテム交換をする場合、すでに救出して同行中のユニットで周りに味方が誰もいない場合は問題ないが、誰か他の味方と隣接していたり、誰かが救出しているキャラクターと交換をしたい場合は救出される側の持ち物が一瞬しか表示されず、交換するのが非常に難しい。

## ストーリー
女神に祝福されし大地テリウスは、神に近い姿をした（いわゆる人間の）種族「ベオク」と、さまざまな獣の特徴を持つ種族「ラグズ」の2種類の種族によって構成される。
テリウス大陸の歴史は、鉄の武器と英知をもって戦うベオク、自らの肉体を化身させて戦うラグズという2つの種族の勢力争いの歴史でもある。彼らは、長い歴史の中で抗争・和解を繰り返しながら、それぞれの国を作り営んできた。そして現在、テリウスには7つの国家が存在し、微妙な均衡の元で比較的安定した時期に入りつつあると思われていた。だが、人々の気づかぬところでは動乱の影がうごめいていた。
ベグニオン暦645年― クリミア王国のとある傭兵団「グレイル傭兵団」。その団長であるグレイルの息子アイクは、任務の帰還中、デイン王国の部隊との戦闘を余儀なくされるが、からくもこれを撃退。そこで1人の女性と運命的な出会いを果たすこととなる。

## 用語
ベオク
いわゆるヒト。手先が器用で、武器の製造と取り扱いに長ける。修行次第で魔法の修得も可能。
「ベオク」とは「ラグズ」を好意的・中立的に意識したうえで自身を呼ぶときの呼称で、「ベオク」同士の間では「人間」と呼び合うのが一般的。また、「ラグズ」が「ニンゲン」と呼ぶときは、嫌悪感や敵意を込めて「ベオク」を呼称するときである。
ラグズ
獣・鳥・竜に姿を変えることのできるヒトのこと。「獣牙族」「鳥翼族」「竜鱗族」の三種族が存在する。「ベオク」に比べて寿命が長く、身体能力も高い。「ベオク」とは基本的に対立している。これまでのシリーズの「竜族」と異なり、人型が真の姿。体の組成の問題か、他種族との間に子をなすことはできないが、「ベオク」との間に子を成すことは稀にある。自然を重んじる思想が強いため、異種族間の混血は存在しないものとして扱う傾向がある。
「ベオク」と違い、貴族制は存在しない。おのおのの「王」を持つが、それにはそれぞれの種族の中で最強の戦士が就く。
現在のテリウス大陸では「ベオク」勢力に圧迫されているが、かつては「ラグズ」が「ベオク」を支配する時代もあった。
「ベオク」の多くは「ラグズ」を意識的・無意識的に「半獣」と呼ぶが、これは「ラグズ」にとって大変差別的な呼称である。
本作のラグズは、化身していないときは攻撃できない。
獣牙族
猫、虎、獅子に化身する「ラグズ」。人型の際には、猫科の耳と尻尾を有し、顔などに独特の紋様がある。目が良く、わずかな月明かりの下でも活動可能。確率は低いが、「ベオク」と子を成すことがある。獣牙族は同族との結びつきが非常に密接であり、同胞意識が強い。「猫」とはいうが、そのサイズは大型肉食獣クラス。
鳥翼族
タカ、カラス、サギに化身する「ラグズ」。タカの民、カラスの民、サギの民は気質が全く異なり、それぞれ別の国に分かれている。人型の際にも翼を背中に有し、飛行することができる。鳥目なので、夜間の活動は極めて難しい。どれも化身時の翼長は2mを超える。また、大昔には卵から生まれた時代もあったという。
竜鱗族
赤竜、白竜、黒竜に化身する「ラグズ」。「ラグズ」のなかで最強の種族。化身時も二足歩行で、手先が器用。人型の際には、耳がとがっていることと浅黒い肌を除けば、とくに「ベオク」との外見的差異はない。これまでのシリーズの「竜族（マムクート）」と比べると、体が小さく、寿命も短い（それでも1000年は生きるらしい）。ブレスで攻撃可能。
印付き
ベオクとラグズとの間に生まれた混血児の子孫のうち、体に独特の紋様（紋章）が現れた者。ラグズからは「親無し」と呼ばれる。混血第一世代が即座に「印付き」となるとは限らない。ほかのベオクに比べ寿命が長く、魔力や身体能力に秀でる。
テリウス大陸では異種族間の混血が禁忌とされているため、ベオク・ラグズ双方から忌み嫌われている。とくに、自然を重んじるラグズからはその存在すら無視されているため、「印付き」のラグズへの憎悪はベオクへのそれよりも強い。
精霊の護符
魔道の源は大自然を司る精霊の力であり、精霊と契約し体内に取り込むと自分の魔力を上げることができる。契約をした証として、身体のどこかに「印」が現れる。印付きのなかで魔道を扱う者には、体に現れた印付き独特の紋様を精霊の護符であると偽って世を忍ぶ者もいる模様。
なりそこない
常に獣型をとり続け、人型に戻ることのできないラグズ。デイン王国による人体実験の産物。薬物投与により精神を破壊されており、軍指揮官の命令のままにただ敵を攻撃するのみ。虎、猫、タカ、カラス、赤竜、が登場する。
メダリオン
エルナの形見である青銅のメダル。両手サイズで、普段はミストが持っている。時に青い光を発する。
800年前にサギの民エルランが封印した邪神が眠っていると言われる。
人の“負”の感情を増大させる力を持ち、触れるものを狂気に駆り立てる。ミストやサギの一族のように、限りなく“正”に近い存在のみが正気を保つことができる。
通称エルランのメダリオン。また、蒼い光を発することから蒼炎と呼ばれることもあり、蒼炎の炎を発しているため、炎の紋章、ファイアーエムブレムと呼ばれる。
女神の祝福
漆黒の騎士とアシュナードは女神の祝福を受けた鎧を身に纏っており、ほとんどの攻撃を無効化する。
これを打ち破れるのは、漆黒の騎士曰く「同じ女神の祝福を受けた武器のみ」である。神剣ラグネルやラグズ王の爪牙などがこれにあたる。

## スキル
スキルはマップ開始前の拠点にて、対応するスキルの書を用いて習得する。各スキルにはキャパシティとよばれる数値が定められており、習得可能なスキルはおのおののキャラクターのキャパシティの限界までなら好きに組み合わせられる。また、スキルを忘れることもできるが、ほかのキャラクターに移すことなどはできず、完全に失われてしまう。この点は、続編の『暁の女神』で改善されており、自由にスキルの付け外しが可能となっている。

### 一般スキル
スキルの書とキャパシティさえあれば誰でも覚えられるスキル。〜専用というのは、スキルの書が入手不可であるため、実質的に専用スキルとなってしまっているもの。最初から所持しているユニット名も記載。
- 安定 - バイオリズムの効果が半分になる。キルロイ、ダラハウ専用スキル。
- 怒り - HPが半分以下になったとき、常に必殺率が50%上がる。発動条件の同じ勇将と併用可能。ネフェニーが所持している。
- 一発屋 - 命中率半分、必殺率倍の攻撃をすることができる。ケビンが所持している。
- 祈り - 幸運%の確率で、HPが0になる攻撃を受けたとき、HPが半分になる。ミスト、イナが所持している。
- エリート - 経験値が2倍貰える。ステラ、ジョフレ専用スキル。
- 援軍 - 援軍ユニットを1ターンあたり3体、最大6体(1マップにつき2回)まで呼び出せる。呼び出した援軍ユニットは直接操作はできないが、特定地点に移動してほしいなど、ある程度の行動の要請はできる。タニス専用スキル。
- 回復 - ターン開始時、自分のHPを最大HPの10%分回復する。エリンシア、イナが所持している。
- カウンター - 技/2%の確率で、受けたダメージの半分を相手に与える。ティアマトが所持している。
- 影 - 相手から攻撃対象にされにくくなる。ベオク専用スキル。まったく攻撃されなくなるわけではないので、マニアックモードの厳しい状況などで過信は禁物。イレース、フォルカが所持している。
- 気分屋 - バイオリズムの効果が倍になる。ボーレ、マカロフ専用スキル。
- キャンセル - 技%の確率で、相手の攻撃を無効化する。スキル所持者の攻撃が命中したときに判定され、発動すると敵の攻撃を1回封じる。つまり発動すれば反撃を受けないということである。ハールが所持している。
- 恐怖 - 周囲3マス以内にいる敵の命中値、必殺値を5ずつ下げる。敵専用スキル。
- 再行動 - 隣接する味方を再行動させる。化身前は隣接している味方一人のみを再行動させるが、化身しているときは四方の味方全員を再行動させる。リュシオン専用スキル。スキル扱いであるため、メリットは皆無であるが外すことも可能。
- 俊足 - 移動力が2上がる。トパック専用スキル。
- 順風耳 - 回避を20上げる。ウルキ専用スキル。
- 千里眼 - 命中率を20上げる。ヤナフ専用スキル。
- 大器晩成 - 得る経験値は減るが、成長率が高くなる。サザ専用スキル。
- 挑発 - 相手から攻撃対象にされやすくなる。シノンが所持している。
- 手加減 - 訓練で能力が下がる。訓練時のグレイル専用スキル。
- 能力勝負 - 互いに地形、支援効果、スキルなどを無視して戦う。自分の戦闘スキルも無効化されるため他の戦闘スキルと併用できない。ルキノが所持している。
- 武器破壊 - 技%の確率で、相手の武器の耐久度を減らす。ボス叩き等やりたい時、敵の武器をいち早く破壊することができるかもしれない。ドロップアイテムの耐久を減らしてしまったり、まれにバグでラグズの武器などの耐久が無限大の武器を破壊してしまったりする恐れもある。とくに味方の場合、リセットしなければそのラグズは戦えなくなる。ユリシーズが所持している。
- ぶちかまし - 体当たりで2マス分移動させる。モゥディが所持している。
- 待ち伏せ - 敵のターンでも先制攻撃ができる。『聖戦の系譜』とは違い、常に発動する。このため安定して戦略に組み入れやすく反撃を受けずかつ必ず一回攻撃で倒しきれるような状況で使えば被弾せずに敵ターンに敵をなぎ倒す強力なスキルとなる。ワユ、ネサラが所持している。
- 護り手 - 同行（救出）中でも技と速さが減らない。ティバーンが所持している。
- 見切り - 敵の戦闘用スキルを無効化する。『聖戦の系譜』と違い、特効までは無効にできない。能力勝負と違って自分の戦闘スキルとの併も可能。カリル、ナーシルが所持している。
- 女神の加護 - ほとんどの攻撃を無効化する。セフェラン専用スキル。
- 勇将 - HPが半分以下になったとき、力、技、速さが1.5倍になる。タウロニオが所持している。速さも上がるため回避力も上昇する上、発動条件の等しい怒りと併用可能であり非常に強力。このため次回作等では弱体化された。
- 連続 - 技%の確率で、2回連続攻撃を行う。セネリオ、ツイハークが所持している。

### 奥義
上級職専用スキル。各職業で覚えられるスキルが決まっており、キャパシティは一律20、奥義の書を用いることで習得できる。
- 天空 - 技%の確率で、スキル「太陽」と「月光」の2回連続攻撃を行う。2回の別の攻撃であるから一方が外れることもある。万一、太陽で倒しきれるときに発動すると、バグで月光の分まで回復する。ロード専用スキル。
- 太陽 - 技%の確率で、相手に与えたダメージ分自分のHPを回復する。パラディン、ワルキューレ専用スキル。
- 月光 - 技%の確率で、相手の守備を半減してダメージを与える。ジェネラル、ハルバーディア専用スキル。
- 流星 - 技/2%の確率で、威力半分の5回連続攻撃を行う。ソードマスター専用スキル。威力が半分になるうえ、キャパシティの関係でほかの強力な戦闘用スキルと併用できないため、『聖戦の系譜』、『トラキア776』に比べ非常に弱体化している。
- 衝撃 - 技/2%の確率で、攻撃が命中した相手を1ターンの間行動不能にする。ファルコンナイト、ドラゴンマスター、クリミア王女専用スキル。行動不能といっても、移動が不可能になるだけであり、反撃は可能である。システム的には、落とし穴に落ちたときと同様に処理されており、レストや再行動と組み合わせれば再び行動できる。
- 鳴動 - 体格が相手より上の場合、技%の確率で、与えるダメージを力の1/4分増やす。ウォーリア、バーサーカー専用スキル。救出や攻速のシステム変更で体格がほぼ設定的側面になってしまった本作で体格の意味合いを増すスキルであるといえるが、体格差の大きいラグズや騎馬系相手には使い物にならない。
- 狙撃 - 命中率が常時2倍になり、さらに技/2%の確率で相手を眠らせる。スナイパー専用スキル。
- 陽光 - 技%の確率で、相手の魔防を半減してダメージを与える。賢者、司祭専用スキル。
- 瞬殺 - 必殺率の半分の確率で、一撃で相手を葬り去る。アサシン専用スキル。命中すれば、たとえノーダメージであっても一撃で倒せるが、特定の敵には効かない。GBA版ではアサシンは全員最初から使えたが本作では奥義として付加しないと使えないが、アサシンがキルソードを装備できなくなったためGBA版のような凶悪さは無くなった。このため貴重な奥義の書を用いてそこまで無理をして付けるメリットも高くない。
- 咆哮 - 相手を1ターン行動不能にする。獣牙族専用スキル。コマンド選択式であり、確実に発動するものの、1マップにつき1回しか使えない。特定の敵には効かない。ジフカが所持している。
- 翼の守護 - 相手の攻撃を無効化する。鳥翼族/タカ専用スキル。『聖戦の系譜』などにおける大盾と同じ効果であり、発動すれば相手の攻撃をノーダメージにする。ティバーンが所持している。
- 疾風の刃 - 魔法のウインドと同効果の攻撃を行う。鳥翼族/カラス専用スキル。自ら発動する場合はコマンド選択方式で、間接攻撃されると反撃として常に発動する。ネサラが所持している。なお、ラストボスには無効である。
- 空の祝福 - ターン開始時、隣接する味方のHPを自分の魔力の値分回復する。鳥翼族/サギ専用スキル。リュシオンが所持している。
- 地の祝福 - ターン開始時、隣接する味方の状態異常を回復する。竜鱗族専用スキル。イナ、ナーシルが所持している。

### 兵種スキル
兵種固有のスキルで、キャパシティはゼロ。最初から所持しており、外すことができない。
- 軽器装備 - 軽器を装備できる。盗賊、アサシン、賢者（クラスチェンジ時に選択した場合のみ）が使える。
- 盗む - 盗賊、アサシン専用スキル。上述の条件で敵のアイテムを盗める。一部の敵カラスも習得している。
- 光装備 - 司祭専用スキル。杖のレベルに等しい光魔法を装備できる。

## クラス
ここでは本作のクラス一覧を示す。本作では従来の作品に登場した武器で戦闘するベオクと、化身して獣として戦うラグズが登場するがこの二つに分けて解説する。
クラスチェンジについてはシステムが変更され、ベオクはレベル10以上の下級クラスにマスタープルフを使う、または下級クラスレベル20になっても経験値が入り続けるためレベル21にすることで上級クラスへ昇格できる（シーフとレンジャーを除く）。ラグズはクラスチェンジできない。

### ベオク
従来の人間のクラス。武器で戦闘する。
下級クラス
GBA版と異なり武器レベルはB、HPは40が限界になり、ほかの能力限界も幸運以外は一律20から、クラスによっては下級クラスでは10までしか上がらない能力もありうるなど制約がきつく成長率のすぐれたユニットでは下級クラスのときに頭打ちになってしまうこともある。
- レンジャー
アイク専用クラス。剣を専門に扱う。
- クレリック
ミスト専用クラス。杖を専門に扱う。
- 剣士
剣を振るって戦う戦士。技と速さが高いが、力や守備は低い。
- ソルジャー
槍を手に戦う兵士。バランスのいい能力を持つ。外伝以来、味方としても参戦クラスチェンジできる。
- 戦士
斧を専門に扱う屈強な戦士。体力と力が高いが、技は低め。
- アーチャー
弓を射て敵を狙う射手。1マス離れての攻撃が可能だが、隣接されると反撃する術を持たない。
- シーフ
宝を狙い戦場を駆け巡る盗賊。軽器を専門に扱う。速さ以外の戦闘能力は高くはないが、敵の持ち物を盗んだり、扉を開けたりと、さまざまな能力を持つ。敵として登場した場合民家を破壊することもできる。
- 重歩兵
厚い鎧に身を包み、槍を扱う重装歩兵。従来の作品でいうアーマーナイトにあたり、守備力に優れるが、速さや魔法防御、移動力などは低い。
- ナイト
馬を駆り、移動力に優れる騎士。GBA版ではできなかった攻撃後含め行動後も移動力が残っていれば、再移動が可能。このように機動力は増したが救出ができなくなったため配置等には気を使う必要がある。
扱う武器別に、それぞれソードナイト、ランスナイト、アクスナイト、ボウナイトがいる。
- ペガサスナイト
天馬にまたがり空を翔る女性騎士。槍を専門に扱う。力や守備は低めだが、速さや魔防に優れる。地形を無視して移動することができるが、弓や風魔法には弱い。再移動も可能。
- ドラゴンナイト
飛竜を操り、槍を専門に扱う騎士。力や守備に優れるが、弓や魔法には弱い。再移動も可能。
- 魔道士
炎、雷、風の三種の魔法を扱う魔法使い。魔力に優れるが、物理攻撃には弱い。
- 神官
さまざまな効果を持つ杖で味方をサポートする聖職者。守備が低く打たれ弱いが、魔法防御が高いため魔法には強い。
- バンデット
敵専用クラス。斧を振るい、民家を襲う荒くれ者。

上級クラス
- ロード
レンジャーの上級職で、アイク専用クラス。剣を専門に扱う。
- ワルキューレ
クレリックの上級職で、ミスト専用クラス。騎馬ユニットとなり、杖に加え、剣も扱う。
- ソードマスター
剣士の上級職。剣を専門に扱う。
- ハルバーディア
ソルジャーの上級職。槍を専門に扱う。
- ウォーリア
戦士の上級職。斧に加え、弓も扱う。
- スナイパー
アーチャーの上級職。弓を専門に扱う狙撃手で、高い技を誇る。
- ジェネラル
重歩兵の上級職。圧倒的な守備力を誇り、物理攻撃に対してはめっぽう強い。槍に加え、剣も扱う。
- パラディン
ソードナイト、ランスナイト、アクスナイト、ボウナイトの上級職。
クラスチェンジ時に、下級クラスで使用していた武器に加え、さらにもう一つ扱う武器を自由に選択できる。『暁の女神』では、武器選択が不可能となった。
- ファルコンナイト
ペガサスナイトの上級職。槍に加え、剣も扱う。弓と風魔法から特効を受ける。
- ドラゴンマスター
ドラゴンナイトの上級職。槍に加え、斧も扱う。弓と風魔法から特効を受ける。
- 賢者
魔道士の上級職。強大な魔力を誇り、守備の高い敵に大きなダメージを与える。クラスチェンジ時に、追加武器を杖と軽器から選択できる。杖の武器レベル上限がBに制限された。
- 司祭
神官の上級職。杖に加え、光魔法も扱う。魔法と杖の武器レベルは共有されている。
- バーサーカー
斧を専門に扱う狂戦士。体力、力に優れる。味方は上級職加入のみなのでバンデットとは無関係。
- アサシン
シーフの上級職で、フォルカ専用クラス。軽器を扱う。シーフの能力を持ちつつ、戦闘もこなせるようになる。
GBA版と違い、アサシンになっても盗む能力を維持したままである。
- クリミア王女
エリンシア専用クラス。天馬に乗り、移動力に優れる。剣と杖を扱う。弓と風魔法から特効を受ける。
- 勇者
グレイル専用クラス。剣と斧を扱う。
- デイン国王
アシュナード専用クラス。騎竜ラジャイオンにまたがり、剣と斧を扱う。圧倒的な移動力を誇るうえ、女神の祝福を受けた鎧によりほとんどの攻撃を無効化する。

### ラグズ
動物を模した形態に「化身」することによって戦闘する種族。従来のマムクートに近い。スキルキャパシティがベオクよりも多く、物理的戦闘力限界値はベオクを凌駕する。ターンごと、敵に攻撃されるごとに溜まっていく「化身ゲージ」が満タンになることで化身し、戦うことができるようになる。化身すると能力もアップする。
反対に、化身中はターンごと、戦闘ごとに「化身ゲージ」が減少していき、0になると化身が解ける。ゲージがゼロや満タンになった戦闘の直後に化身したり解けたりする。未化身時では化身時に比べ能力が低下し一切攻撃ができない。速さや守備等が低下し、あっさりやられてしまうこともある。また敵軍には終盤に無条件で化身し続けるラグズもいる。
化身ゲージの初期値はキャラクターごとに異なり、マップ開始直後に化身できるキャラクターから初期値が0のキャラクターまでいる。使用すると即座に化身できるが、そのターンは行動ができなくなる化身の石（耐久が1のものと2のものがあり前者はノーマルモードでは登場しない）、常に化身し続けるが能力が若干低下する半化身の腕輪も存在する。なお、進撃準備で半化身の腕輪を装備してまた外すと、化身ゲージの初期値がその章ではゼロになってしまうバグがある。ラグズ王族のみが常に化身し続け、能力も据え置きというデメリットのない化身の腕輪を装備できる。
ベオクからラグズへの特攻を有する武器（剣、槍、斧、弓）も登場し、これらの特攻はベオクガードというアイテムの装備で防ぐことができるが、魔法や弓（飛行系について）の特攻は一切防げない。逆にベオクもラグズからのダメージを緩和するラグズガードという装備アイテムも登場する。
- 獣牙族 - 獣に化身して戦うラグズ。炎魔法に弱い。
  - 獣牙族（猫） - 速さに優れるが、力は低め。
  - 獣牙族（虎） - 力、守備に優れるが、速さは低め。
  - 獣牙族（獅子） - ジフカ専用クラス。体力、力、守備に優れる。
- 鳥翼族 - 鳥に化身して戦うラグズ。弓と風魔法に弱い。
  - 鳥翼族（タカ） - 技と速さに優れる。
  - 鳥翼族（カラス） - 速さと魔防に優れる。
  - 鳥翼族（サギ） - リュシオン専用クラス。幸運と魔防に優れるが、ほかの能力は極端に低い。戦闘はできないが、味方を再行動させられる特殊な「呪歌」を歌える。呪歌はスキル扱いでありメリットはないが外すこともでき、呪歌で味方を再行動させると経験値が10、得られるという従来の作品の踊り子などに近いクラスである。本作で再行動能力を有するのは彼のみ。魔力もそこそこあり、隣接する味方のHPを自軍ターン開始時に回復するスキルもあり、傷薬や杖などと違い隣接さえしていればターン数をかければ無条件で永久に何度でも回復できるため杖が切れてしまったときのボスの武器破壊などに活用できる。これらはともにスキルであるので着脱も可能である。化身前は隣接する一人しか再行動させられないものの、化身中は上下左右に隣接する味方全員を再行動させられる。半化身の腕輪は装備できない（化身の石は使用可能だが使用したターンは行動不可）。化身ゲージの初期値はゼロだが、化身の石を最初のターンから使えば自軍の初動行軍を大幅に加速できる。
- 竜鱗族 - 竜に化身して戦うラグズ。雷魔法に弱い（竜系に特攻のある武器は本作では登場しない）。またブレスの射程は1である。女神の祝福を受けた鎧を打ち破って攻撃することができる。
  - 竜鱗族（赤竜） - 体力、力、守備に優れる。
  - 竜鱗族（白竜） - ナーシル専用クラス。体力、力、守備に優れる。

## 舞台となる国々
クリミア王国
賢王とよばれる国王ラモンが治める国。ベグニオン暦390年、元老院議員カラドックを中心とする親ラグズ派によって建国された。軍事的なことよりも文化の発展により栄えた。ベオクの国だが、ほかの国々よりも比較的ラグズに対し友好的な態度をとっている。しかし、それは国の体質であって、すべての国民が友好的というわけではない。首都はメリオル。
傭兵団の砦
グレイル傭兵団の拠点。小屋2つが外においてあるほかには何も無い、ほんの小さな砦である。エリンシアをガリアまで護衛する任務を受けることになった際、団員達は必要な物資のみを持ってここを後にした。
港町トハ
ガリアとの国境近くにある港町。デインとは遠く離れているため、戦乱の影響は薄かった。辺境にあたり、クリミア王国への帰属意識も薄い。また、ガリアの隣人ながら、ラグズへの差別意識も強い。
自警団を有するが、実力は低い。団長は剣士で人を見る目はあるらしく、アイクを団に勧誘しラグズソードをくれる。
ガリア王国
獅子王とよばれる国王カイネギスが治めるラグズの国。ベグニオン暦355年のとき、ゴルドアの援助のもと、獅子の民ソルハウトを長としてベグニオンから独立しガリアの地に建国された。自然が豊かで、国土全体が樹海で覆われている。クリミアと友好関係を築き、ベオクとの関係を円滑化したいと考えている、しかしこれもクリミアと同じく国が目指す政策であり、クリミアほどではないがすべての国民が友好的であるわけではない。人口は獣牙族が大半を占めるが、少数ながらもベオクも暮らしている。
ベグニオン帝国
【神使】とよばれる皇帝サナキが治める宗教国家。クリミアとデインの宗主国であり、ゴルドア以外の国家は全てベグニオンから独立したもの。現在でも7ヶ国のなかで最大の勢力と領土を誇っている。元は王国だったが、645年前にゴルドアを除く全ての土地や勢力を平定し、ベグニオン帝国が成立。人口はベオクが大半を占める。ラグズもいて、法律上ベオクとラグズは対等な立場とされているが（奴隷解放宣言がなされたにもかかわらず）、一部の貴族はラグズを奴隷として扱っている。国政を動かす元老院は聖職者たちで占められているが、そのなかで権力争いと汚職が続いており、国の状態はやや不安定。建国者は“三雄”の1人オルティナ。オルティナの末裔のみが、【解放】の呪歌（ガルドル）でメダリオンから邪神を解き放つことができる。初代皇帝は、オルティナの子孫である神使メシュア。帝都はシエネ。
デイン王国
狂王アシュナードが治めるベオクの北国。ベグニオン暦405年のとき、ラグズに歩み寄ろうという気運が高まるなかで、反ラグズ派の元老院議員ヘンギストらによって建国された。そうした国家樹立の背景ゆえに、ベオクの国々のなかでは反ラグズ思想が最も強い。軍事力は他の国々を圧倒するほどの勢い。アシュナードの政策により、実力のある者は身分や種族を問わず出世できる。首都はネヴァサ。
フェニキス王国
鷹王の名で知られる国王ティバーンが治める鳥翼族（タカの民）の国。ベグニオン暦385年のとき、鷹の民ホルスを国王としてフェニキス島に樹立。ベグニオンとの間で確執があり、ベグニオンの商船に対してのみ海賊行為を行っている。国土の多くは海上に突き出た植物の少ない岩場と切り立った崖で構成されており、鳥翼族以外が進入するのは困難といえる。
キルヴァス王国
鴉王とよばれる国王ネサラが治める鳥翼族（カラスの民）の国。ベグニオン暦420年のとき、鴉の民が気質の違いから鷹の民と袂を分かち、フェニキスからキルヴァス島に移住して建国された。南の海上に存在し、ベオクの船に対して無差別に海賊行為を行う。自国の利益となるなら、同胞のラグズも利用し、敵対しているベオクにも協力する。その性質からベオクはおろか、ラグズからもよく思われない。
セリノス王国
ベグニオン帝国西部の大森林地帯にあった鳥翼族（サギの民）の王国だが、20年前のある事件により滅亡。王族の3人のみが辛くも難を逃れ、うち2人はフェニキス王国に身を寄せている。ベグニオン暦470年のとき、女神と近しい種族である鷺の民が、女神の名の下に戦いを続けるベグニオンに反発し、独立国家を建国したことが始まりである。
ゴルドア王国
黒竜王デギンハンザーが治める竜鱗族の国。火山地帯に存在。ベオクとラグズの問題には基本的には干渉せず、開国以来ほとんど鎖国状態が続いている。竜鱗族は長命で、建国王でもあるデギンハンザーは三雄の1人として800年前の邪神との戦いに参加している。テリウス大陸の7国家のなかではベグニオン帝国とともに最も古い歴史を持ち、その強大な力ゆえに建国以来独立を保ち続けている。

## その他
- ソフト初回購入者特典は、「シリーズ15周年プレミアムカレンダー」&『蒼炎の軌跡』の「プレミアムサントラCD」であった。
- CM
  - 『蒼炎の軌跡』のゲーム画面をストレートに紹介しているもので、BGMに歌詞のない『FEのテーマ』を起用。
- オープニングに、『ファイアーエムブレム 外伝』以来の「ファイアーエムブレムのテーマ」がない。
- 第24章の一枚絵会話時の曲に、『ファイアーエムブレム 暗黒竜と光の剣』と『ファイアーエムブレム 紋章の謎』のマップクリアのストーリー曲のアレンジが収録されている。また、トライアルマップに『ファイアーエムブレム 聖戦の系譜』の第10章の味方マップ曲のアレンジが収録されている。
- 日本国外版の変更点
  - 海外版ではライブの杖の使用回数が30回から40回に変わった。
  - ソードマスター、バーサーカー、スナイパーに15%の必殺補正がある。なお、同じ専門職であるハルバーディアには必殺補正はない。
- 『暁の女神』が発売され、本作のデータが持ち越せるようになると一気に需要が増加。大乱闘スマッシュブラザーズXにアイクが参戦したことも相まり、中古での価格が高騰し、現在も高値で取引されている。

## 関連作品

### 書籍

#### 資料集
- ファイアーエムブレム 蒼炎の軌跡 設定資料集 テリウス・リコレクション［上］
徳間書店。2016年7月29日発売。

#### 攻略本
- ファイアーエムブレム蒼炎の軌跡 (ワンダーライフスペシャル―任天堂公式ガイドブック)
小学館。2005年6月13日発売。ISBN 4-09-106234-2
- ファイアーエムブレム 蒼炎の軌跡 (任天堂ゲーム攻略本)
毎日コミュニケーションズ。2005年6月1日発売。ISBN 4-8399-1818-X
- ファイアーエムブレム　蒼炎の軌跡 究極解析指南書
メディアワークス。2005年6月3日発売。ISBN 4-8402-3096-X

### CD

#### サウンドトラック
- ファイアーエムブレム 蒼炎の軌跡 オリジナルサウンドトラック  Soundtrack
インディーズレーベル。2015年3月4日発売。